# Raparna
Raparna là một chi bướm đêm thuộc họ Erebidae.

## Loài
- Raparna conicephala Staudinger, 1870
- Raparna crocophara Turner, 1922
- Raparna ochreipennis Moore, 1882

Các loài trước đây
- Raparna melanospila is now Janseodes melanospila (Guenée, 1852)